# Прешано (Сијена)
Прешано је насеље у Италији у округу Сијена, региону Тоскана.
Према процени из 2011. у насељу је живело 60 становника. Насеље се налази на надморској висини од 225 м.